# Cúbica torçada
En matemàtiques, un cúbica torçada és una corba racional derivable C de grau tres a l' espai projectiu P3. És un exemple fonamental d'una corba torçada. És essencialment única, tret d'una transformació projectiva (és a dir, la cúbica torçada). Generalment es considera que és l'exemple més senzill d'una varietat projectiva que no és ni lineal ni una hipersuperfície, i es classifica com a tal a la majoria de llibres de text de geometria algebraica. És el cas tridimensional de la corba normal racional, i és la imatge d'una superfície de Veronese de grau tres a la recta projectiva.

## Definició

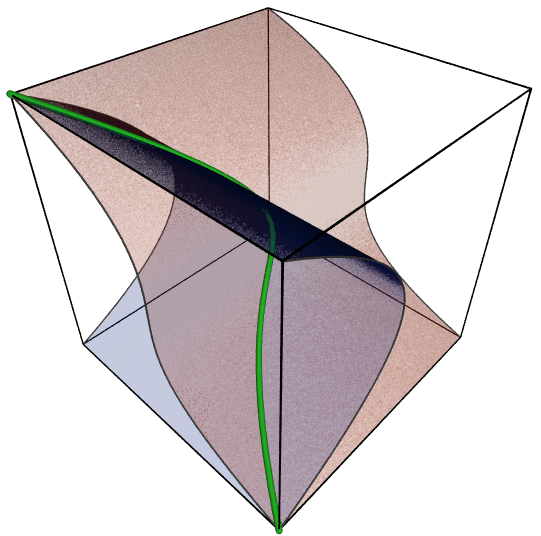

El més sezill és definir-la de forma paramètrica com la imatge de l'apicació
{\displaystyle \nu :\mathbf {P} ^{1}\to \mathbf {P} ^{3}}
la qual assigna a la coordenades homogènies{\displaystyle [S:T]} el valor
{\displaystyle \nu :[S:T]\mapsto [S^{3}:S^{2}T:ST^{2}:T^{3}].}
Dins un atles de l'espai projectiu, l'aplicació és senzillament la corba de moment
{\displaystyle \nu :x\mapsto (x,x^{2},x^{3})}
És a dir, és la clausura per un únic punt a l'infinit de la corba afí {\displaystyle (x,x^{2},x^{3})}.
De forma equivalent, és una varietat projectiva, definida com el zero de tres quàdriques derivables. Donades les coordenades homogènies [X:Y:Z:W] de P3, és el zero dels tres polinomis homogenis
{\displaystyle F_{0}=XZ-Y^{2}}
{\displaystyle F_{1}=YW-Z^{2}}
{\displaystyle F_{2}=XW-YZ.}
Es pot comprovar que aquestes tres formes quadràtiques esdevenen idènticament nul·les quan es fa servir la parameterització explícita de dalt; allò és, substituint x3 per X, etcètera.
De fet, l'ideal homogeni de la cúbica torçada C és generat per tres formes algebraiques de grau dos de P3. Els generadors de l'ideal són
{\displaystyle \{XZ-Y^{2},YW-Z^{2},XW-YZ\}.}

## Propietats
La cúbica torçada té un assortiment de propietats elementals:
- És el conjunt-teorètic del la intersecció completa de XZ-Y² i {\displaystyle Z(YW-Z^{2})-W(XW-YZ)}, però no una intersecció completa esquema-teorètica o ideal-teorètica (l'ideal que en resulta no és radical, donat que conté {\displaystyle (YW-Z^{2})^{2}} però no conté {\displaystyle YW-Z^{2}}).
- Donats quatre punts qualssevol de C generen tot P3.
- Donats sis punts de P3 sense que n'hi hagi quatre de coplanars, hi ha una única cúbica torçada que hi passa.
- La projecció de C sobre un pla a partir d'un punt sobre una línia tangent a C dona una cúbica cuspidal.
- La projecció a partir d'un punt sobre una línia secant a C dona una cúbica nodal.
- La projecció a partir d'un punt sobre C dona una secció cònica.